# Turismo d'affari
Il turismo d'affari è quella particolare forma di turismo che si riferisce a viaggi di tipo professionale. 
Fanno parte della categoria turismo d'affari:
- Viaggi di lavoro con l'intento di sviluppare nuove relazioni di business nel Paese o all'estero
- La partecipazione a convegni, conferenze, seminari e corsi di formazione che prevedano il soggiorno fuori dalla propria città di residenza
- Viaggi per partecipare a fiere ed eventi
- Congressi professionali
- i viaggi d'incentivazione

Il settore dei viaggi d'affari è conosciuto internazionalmente con il termine Mice, acronimo di Meetings, Incentive, Congresses and Exhibitions
Come ogni altra forma di turismo include la prenotazione alberghiera, il trasporto, la ristorazione ed altre forme di servizi più specifici, quali l'interpretariato di conferenza, l'utilizzo di centri congressuali e di impianti tecnici.
| Controllo di autorità | Thesaurus BNCF 5990 · LCCN (EN) sh85018327 · GND (DE) 4134189-2 · J9U (EN, HE) 987007293394605171 |